# オデオン駅
オデオン駅 (オデオンえき、Odéon)は、フランス・パリの6区にあるメトロ (地下鉄) の駅。4号線と10号線を利用することができる。

## 概要
オデオン駅は、パリの地下鉄メトロの駅。4号線と10号線が利用可能である。パリ中央部の6区北東部に位置し、サン＝ジェルマン大通り沿いにある。
1910年1月9日、4号線の駅として開業した。1926年2月14日、10号線の延伸に伴い、10号線のホームが開設された。駅名は、付近にあるオデオン交差点にちなんで名付けられた。

## 利用可能な鉄道路線
- メトロ
  - 4号線
  - 10号線

## 駅周辺
- オデオン交差点 （Carrefour de l'Odéon）
- オデオン座 （Théâtre de l'Odéon）
- パリ第5大学 （デカルト） (Université Paris V (Descartes))
- リュクサンブール宮殿 （Palais du Luxembourg） - 元老院 (フランス上院)として使用されている。
- ル・プロコープ （Le Procope）
  - 1686年開業のパリで最も古いカフェ。ヴォルテール、ロベスピエール、ヴィクトル・ユゴーなどは常連客だった。アンシエンヌ＝コメディ通り （Rue de l'Ancienne-Comédie） 沿いにある [1][2]。

## 隣の駅
パリメトロ
4号線
サン＝ミッシェル駅（Saint-Michel） - オデオン駅 - サン＝ジェルマン＝デ＝プレ駅（Saint-Germain-des-Prés）
10号線
マビヨン駅（Mabillon） - オデオン駅 - クリュニー＝ラ・ソルボンヌ駅（Cluny - La Sorbonne）